# Ruch Technokratyczny

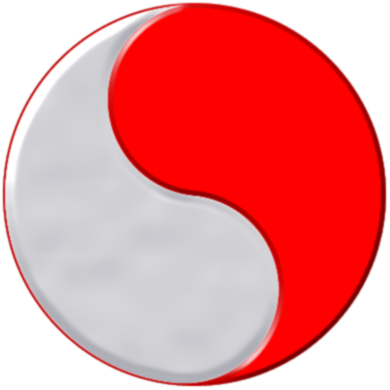
Monada, oficjalny symbol Technocracy, Inc.

Ruch Technokratyczny (ang. Technocratic Movement) – amerykański ruch społeczny, szczególnie popularny w latach 20. i 30. XX wieku, promujący naukę i technikę jako metodę poprawy warunków bytu. Obecnie ruch ten nie jest już tak popularny, ale występuje pod postacią organizacji Technocracy, Inc..

## Historia
Ruch Technokratyczny został zapoczątkowany przez Howarda Scotta na przełomie lat 1918–1919 jako Sojusz Techniczny (ang. Technical Alliance). Sojusz, złożony głównie z naukowców i inżynierów, rozpoczął na początku  XX wieku tzw. Przegląd Energetyczny (ang. Energy Survey) Ameryki Północnej. Wiele wniosków które wyciągnęli dało naukowe podstawy na których oparli swoje idee na stworzenie nowej struktury społecznej. Jednym z członków Sojuszu Technicznego był Thorstein Veblen, autor Theory of the Leisure Class (1899).
W roku 1933 grupa została zatwierdzona w Nowym Jorku jako niepolityczna, niereligijna i nieprzynosząca zysków organizacja, znana od teraz jako Technocracy Incorporated. Pod przewodnictwem Scotta (wewnątrz organizacji nosił tytuł "Głównego Inżyniera" ("Chief Engineer")) organizacja promowała swoje cele poprzez cykl wykładów w Ameryce Północnej, zdobywając poparcie w latach po Wielkiej Depresji.  
Periodyki organizacji, The Northwest Technocrat i Technocracy Digest, są nadal wydawane, a ruch działa nadal po ponad 70 latach istnienia. Jednym z najwybitniejszych członków ruchu był M. King Hubbert, geofizyk, który opracował teorię znaną dziś jako Teoria Hubberta lub peak oil.
Jednostką struktury organizacji jest Sekcja składająca się z co najmniej pięćdziesięciu członków. W czasach największej popularności Technokracji, w wielu miastach znajdowało się po kilka, czasem kilkanaście lub więcej Sekcji. Sekcje były organami, które wykonywały większość pracy dla organizacji, łącznie z kontynuowanymi po Sojuszu Technicznym badaniami.    
Organizacja zdobywa fundusze wyłącznie w formie datków od członków. Członkiem organizacji może zostać każdy obywatel Ameryki Północnej z wyjątkiem polityków, jako że Technocracy Inc. nie jest partią polityczną, dąży wręcz do zniesienia władz politycznych.
Kontynentalna Kwatera Główna Technokracji (ang. Technocracy's Continental Headquarter) znajdowała się początkowo w Nowym Jorku, obecnie zaś, po kilku przeniesieniach, znajduje w Waszyngtonie.